# Whytockia
Whytockia é um género botânico pertencente à família Gesneriaceae.

## Sinonímia
Oshimella

## Espécies
- Whytockia bijieensis
- Whytockia chiritaeflora
- Whytockia gongshanensis
- Whytockia hekouensis
- Whytockia purpurascens
- Whytockia sasakii
- Whytockia tsiangiana